# Julia Faure

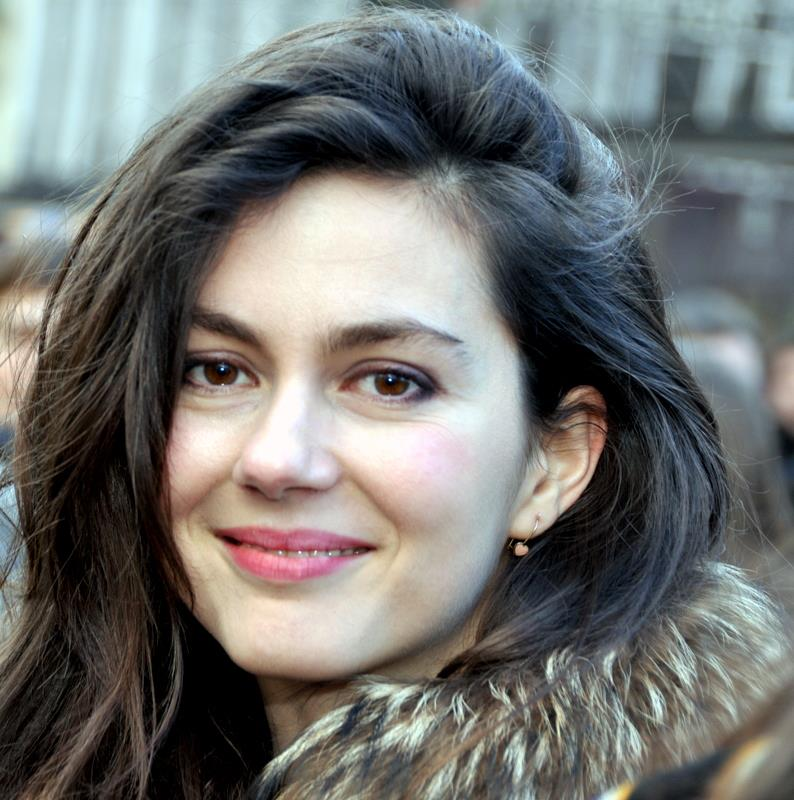
Julia Faure 2013

Julia Faure (* 13. Februar 1977) ist eine französische Schauspielerin.

## Leben
Faure studierte bis 1999 am Conservatoire national supérieur d’art dramatique bei Philippe Garrel, Dominique Valadié und Jacques Lassalle. Seit Ende der 1990er-Jahre spielt sie Theater und arbeitete dabei unter anderem mit Michel Piccoli zusammen.
Ihr Filmdebüt gab sie 2001 in Sauvage innocence von Philippe Garrel, in dem sie eine Hauptrolle übernahm. Für ihre darstellerische Leistung wurde sie 2002 für den Prix Michel Simon als Beste Schauspielerin nominiert. Es folgten mehrere Rollen in Kurz- und Langfilmen. Für ihre Rolle in Noémie Lvovskys Camille – Verliebt nochmal! erhielt Faure eine César-Nominierung in der Kategorie Bester Nachwuchsdarstellerin und gewann einen Prix Lumières als Beste Nachwuchsdarstellerin.

## Filmografie (Auswahl)
- 2001: Sauvage innocence
- 2003: Liebe mich, wenn du dich traust (Jeux d’enfants)
- 2004: Process
- 2005: Les invisibles
- 2006: Incontrôlable
- 2009: An Organization of Dreams
- 2012: Camille – Verliebt nochmal! (Camille redouble)
- 2014: Sex für Fortgeschrittene (À coup sûr)
- 2014: Pause
- 2014: OXI, an Act of Resistance
- 2016: Les naufragés
- 2016: La Face (Fernsehfilm)
- 2016: Tout de suite maintenant
- 2016: Croque Monsieur (Fernsehfilm)
- 2017: Tout nous sépare
- 2017–2018: Ich liebe euch! (J’ai deux amours) (TV-Miniserie)
- 2019: Monsieur Killerstyle (Le daim)
- 2019: Le Grand Bazar (TV-Serie, 4 Folgen)
- 2019: Ich verkaufe deine Heimat (La forêt d‘argent)
- 2019–2021: Eine kleine Lüge (Mytho) (TV-Serie, 3 Folgen)
- 2020: Éléonore
- 2020: Kampf um den Halbmond (No Man’s Land) (TV-Serie, 3 Folgen)
- 2021: Jungengefühle: Ins Blaue (Boys Feels: High Tide)
- 2021: Schmetterlinge im Ohr (On est fait pour s’entendre)
- 2021: Sans toi
- 2022: Coma
- 2022: Jour de gloire
- 2022: Fumer fait tousser
- 2023: The Beast (La Bête)
- 2024: Becoming Karl Lagerfeld (Miniserie)

## Auszeichnungen
- 2002: Nominierung Prix Michel Simon als beste Schauspielerin, Acteurs à l’Écran, für Sauvage innocence
- 2013: César-Nominierung, Beste Nachwuchsdarstellerin, für Camille – Verliebt nochmal!
- 2013: Prix Lumières, Beste Nachwuchsdarstellerin, für Camille – Verliebt nochmal!